# Червена райска птица
Червената райска птица (Paradisaea rubra) е вид птица от семейство Райски птици (Paradisaeidae). Видът е почти застрашен от изчезване.

## Разпространение и местообитание
Разпространен е в Индонезия.